# Arthur Kingsley Porter

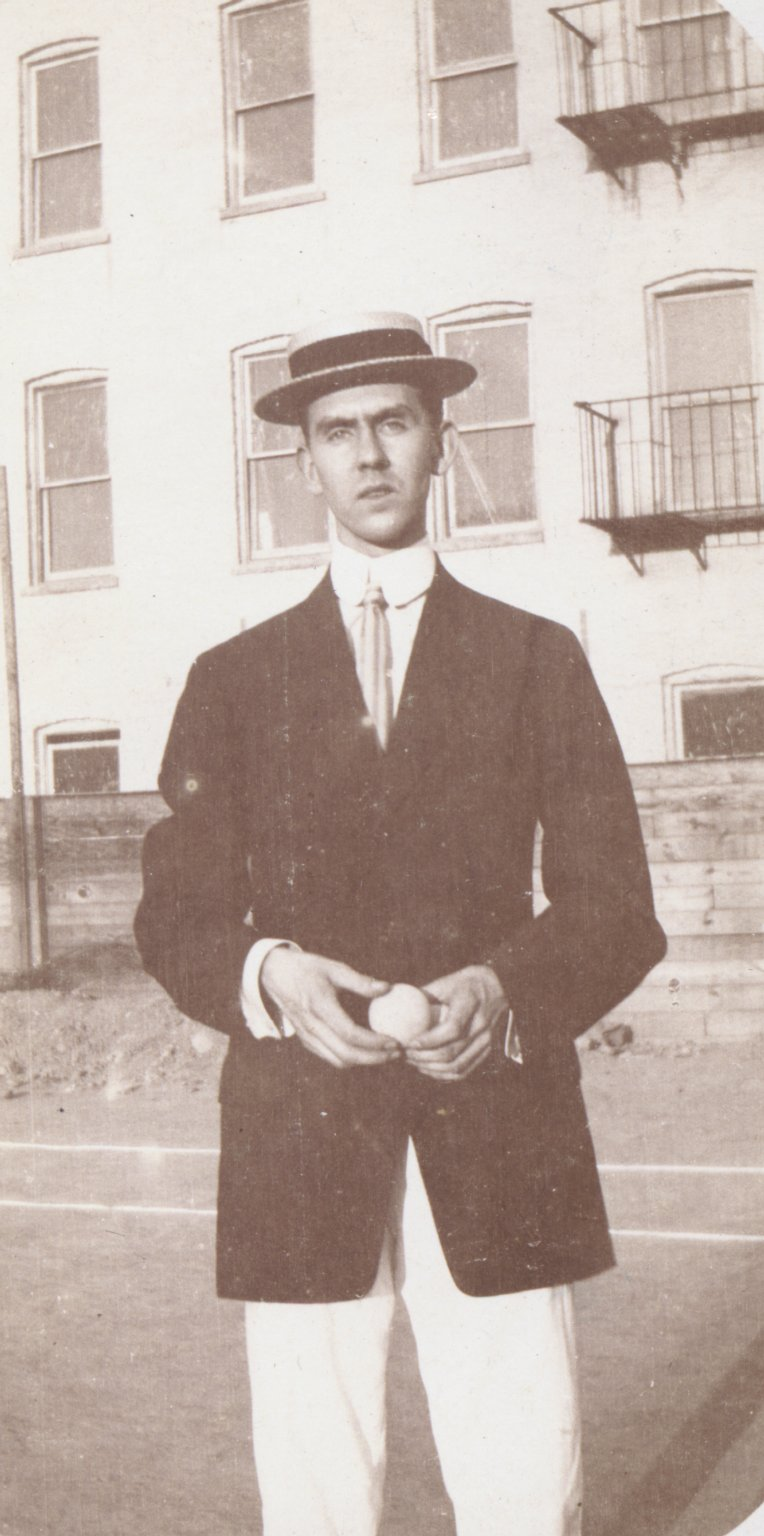
Arthur Kingsley Porter (1908)

Arthur Kingsley Porter (1883 - 1933) was een Amerikaans mediëvist en kunsthistoricus, gespecialiseerd in Romaanse architectuur en beeldhouwkunst. Hij was ook een pionier in de studie van de Lombardische architectuur.
Porter maakte zijn rechtenstudie af aan de Yale-universiteit, maar besloot dan om architectuur te gaan studeren aan de School of Architecture van de Columbia University. Al vroeg nam hij de beslissing om geen architect maar architectuurhistoricus te worden.
In 1923 verscheen zijn bekendste en meest besproken werk: Romanesque Sculpture of the Pilgrimage Roads in tien delen, waarvan negen met illustraties. Hij verdedigt daarin de opvatting dat middeleeuwse architecten over de grenzen heen elkaar wederzijds beïnvloedden. Dit ging lijnrecht in tegen Émile Mâle die de Languedoc beschouwde als de thuisbasis van de 12e-eeuwse stijl.
Porter kocht in 1929 het middeleeuwse Glenveagh Castle in County Donegal in Ierland. Hij bracht daar enkele maanden per jaar door, leerde Iers en bestudeerde archeologie en cultuur. De omstandigheden van zijn dood zijn nooit opgehelderd. Hij zou zijn verdronken op het strand van het Ierse eiland Inishbofin.

## Werken
- Medieval architecture; its origins and development, with lists of monuments and bibliographies, New York: The Baker and Taylor Company, 1908, 2 delen}
- The construction of Lombard and Gothic vaults, New Haven, Yale University Press, 1911/
- Beyond Architecture, Boston: Marshall Jones Company, 1918
- The Seven who slept, Boston:Marshall Jones Company, 1919.
- The Sculpture of the West, Boston:Marshall Jones Company, 1921
- Lombard Architecture., New Haven: Yale University Press, 1915-17, 4 delen
- Romanesque Sculpture of the Pilgrimage Roads, 1923, 10 delen
- Spanish Romanesque Sculpture, 1928, 2 delen
- The Crosses and Culture of Ireland, Londen: Oxford University Press, 1931.